# Campanula rumeliana
Campanula rumeliana là loài thực vật có hoa trong họ Hoa chuông. Loài này được (Hampe) Vatke mô tả khoa học đầu tiên năm 1874.